# لوینایا پاست
لوینایا پاست (انگلیسی: Lvinaya Past) یک کاسه آتشفشانی در جزایر کوریل کشور روسیه است.